# Шилат
Шилат (ивр. שילת‎) — мошав, расположенный в центральной части Израиля, около километра севернее Модиина и западнее Зелёной черты. Административно относится к региональному совету Хевель-Модиин. 

## История
В 1975 году группа армейских офицеров инициировала идею создания постоянного поселения в этом районе. В июле 1977 года первые 25 семей поселились в этом районе и поставили первые дома. В то время в этом районе не было ни электричества, ни дорог, ни телефонных линий. 15 августа 1977 года состоялась официальная церемония открытия мошава, сопровождаемая запуском электрического генератора, на которой присутствовали представители правительства и Еврейского агентства. Примерно через год в мошав прибыло ещё 10 семей — и население достигло 35 семей.

## Население
По данным Центрального статистического бюро Израиля, население на начало 2020 года составляло 771 человек.